# Ellychnia californica
Ellychnia californica är en skalbaggsart som beskrevs av Victor Ivanovitsch Motschulsky 1854. Ellychnia californica ingår i släktet Ellychnia och familjen lysmaskar. Inga underarter finns listade i Catalogue of Life.